# Élections infranationales russes de 2020
Les élections infranationales russes de 2020 ont lieu simultanément le 13 septembre 2020 dans plusieurs sujets de la fédération de Russie. Sont ainsi renouvelés les gouverneurs de 20 sujets (18 au scrutin direct et 2 au scrutin indirect) ainsi que les assemblées de 11 sujets, certains cumulant les deux types de scrutin. Ont également lieu ce jour-là quatre élections législatives partielles à la Douma, 5 élections de maires et 58 élections de conseils municipaux.

## Contexte
Si la popularité du président Vladimir Poutine reste élevée, le parti Russie unie est en revanche affaibli par la crise économique et la détérioration du niveau de vie.
Plusieurs mouvements de protestation éclatent ainsi au cours des mois précédents. À Arkhangelsk, les habitants se sont mobilisés contre des projets de construction ; à Vladikavkaz contre le confinement, à Magadan contre la réforme constitutionnelle, ou encore à Khabarovsk contre l'arrestation d’un gouverneur issu du Parti libéral-démocrate de Russie, un parti d’extrême droite situé dans l'opposition.
L'institut de sondage Centre Levada relève que « la colère est réelle à l’égard d’un certain nombre de décisions prises par le gouvernement et les administrations. Si Poutine garde grâce à leurs yeux, il n’en est pas de même vis-à-vis de Russie unie. Il existe un sentiment anti-élite. Car, une bonne partie de la population a vu ses conditions de vie se dégrader, ou un manque d’infrastructures (hôpitaux, écoles, etc.). Elle pointe la responsabilité des choix budgétaire et politique faits par Russie unie » .
Plusieurs candidats locaux au poste de gouverneur ont été écartés. Selon Arnaud Dubien, directeur de l’Observatoire franco-russe, « il n’y a pas de perte de contrôle par le Kremlin, ni d’effondrement du niveau d’approbation de l’action de Vladimir Poutine qui est repassé au-dessus des 60 %. Il est en revanche indéniable que l’on observe une usure du pouvoir présidentiel et un profond discrédit du parti Russie unie. Dans ce contexte, le Kremlin accentue sa pression, y compris sur les partis d’opposition parlementaires, notamment les communistes ».

## Synthèse

Élections de 2020 dans les sujets de Russie :
Gouvernorales
Gouvernorales et législatives
Législatives
Note : Les sujets sous la juridiction d'un autre sujet d'un échelon administratif plus élevé où se déroule l'élection sont indiqués d'une couleur plus claire.

- Gouvernorales
- Gouvernorales et législatives
- Législatives

### Gouvernorales
| Sujet                | Type            | Pages          | Gouverneur sortant | Gouverneur sortant   | Parti          | Gouverneur élu | Gouverneur élu       | Parti          |
| Scrutin direct       | Scrutin direct  | Scrutin direct | Scrutin direct     | Scrutin direct       | Scrutin direct | Scrutin direct | Scrutin direct       | Scrutin direct |
| -------------------- | --------------- | -------------- | ------------------ | -------------------- | -------------- | -------------- | -------------------- | -------------- |
| Sébastopol           | Ville fédérale  | 13 septembre   |                    | Mikhail Razvozhaev   | Russie unie    |                | Mikhail Razvozhaev   | Russie unie    |
| Tatarstan            | République      | 13 septembre   |                    | Roustam Minnikhanov  | Russie unie    |                | Roustam Minnikhanov  | Russie unie    |
| Tchouvachie          | République      | 13 septembre   |                    | Oleg Nicolaïev       | Russie unie    |                | Oleg Nicolaïev       | Russie unie    |
| Komis                | République      | 13 septembre   |                    | Sergueï Gaplikov     | Russie unie    |                | Vladimir Uyba        | Indépendant    |
| Kamtchatka           | Kraï            | 13 septembre   |                    | Vladimir Ilioukhine  | Russie unie    |                | Vladimir Ilioukhine  | Russie unie    |
| Krasnodar            | Kraï            | 13 septembre   |                    | Veniamine Kondratjev | Russie unie    |                | Veniamine Kondratjev | Russie unie    |
| Perm                 | Kraï            | 13 septembre   |                    | Dimitri Makhonin     | Russie unie    |                | Dimitri Makhonin     | Russie unie    |
| Oblast autonome juif | Oblast autonome | 13 septembre   |                    | Rostislav Goldstein  | Russie unie    |                | Rostislav Goldstein  | Russie unie    |
| Arkhangelsk          | Oblast          | 13 septembre   |                    | Igor Orlov           | Russie unie    |                | Igor Orlov           | Russie unie    |
| Briansk              | Oblast          | 13 septembre   |                    | Alexandre Bogomaz    | Russie unie    |                | Alexandre Bogomaz    | Russie unie    |
| Kalouga              | Oblast          | 13 septembre   |                    | Vladislav Shapsha    | Russie unie    |                | Vladislav Shapsha    | Russie unie    |
| Kostroma             | Oblast          | 13 septembre   |                    | Sergueï Sitnikov     | Russie unie    |                | Sergueï Sitnikov     | Russie unie    |
| Irkoutsk             | Oblast          | 13 septembre   |                    | Igor Kobzev          | Russie unie    |                | Igor Kobzev          | Russie unie    |
| Léningrad            | Oblast          | 13 septembre   |                    | Aleksandr Drozdenko  | Russie unie    |                | Aleksandr Drozdenko  | Russie unie    |
| Penza                | Oblast          | 13 septembre   |                    | Ivan Belozertsev     | Russie unie    |                | Ivan Belozertsev     | Russie unie    |
| Rostov               | Oblast          | 13 septembre   |                    | Vassili Goloubev     | Russie unie    |                | Vassili Goloubev     | Russie unie    |
| Smolensk             | Oblast          | 13 septembre   |                    | Alexeï Ostrovski     | Russie unie    |                | Alexeï Ostrovski     | Russie unie    |
| Tambov               | Oblast          | 13 septembre   |                    | Alexandre Nikitine   | Russie unie    |                | Alexandre Nikitine   | Russie unie    |
| Scrutin indirect     |                 |                |                    |                      |                |                |                      |                |
| Nénétsie             | Okroug autonome | 13 septembre   |                    | Youri Bezdoudny      | Russie unie    |                | Youri Bezdoudny      | Russie unie    |
| Khantys-Mansis       | Okroug autonome | 13 septembre   |                    | Natalia Komarova     | Russie unie    |                | Natalia Komarova     | Russie unie    |

### Législatives régionales
| Sujet        | Type            | Pages        | Sièges | Système électoral                         | Résultats |
| ------------ | --------------- | ------------ | ------ | ----------------------------------------- | --------- |
| Komis        | République      | 13 septembre | 30     | Mixte : 15 proportionnels 15 majoritaires |           |
| Belgorod     | Oblast          | 13 septembre | 50     | Mixte : 25 proportionnels 25 majoritaires |           |
| Kalouga      | Oblast          | 13 septembre | 40     | Mixte : 20 proportionnels 20 majoritaires |           |
| Kourgan      | Oblast          | 13 septembre | 34     | Mixte : 17 proportionnels 17 majoritaires |           |
| Kostroma     | Oblast          | 13 septembre | 35     | Mixte : 18 proportionnels 18 majoritaires |           |
| Magadan      | Oblast          | 13 septembre | 21     | Mixte : 11 proportionnels 10 majoritaires |           |
| Novossibirsk | Oblast          | 13 septembre | 76     | Mixte : 38 proportionnels 38 majoritaires |           |
| Riazan       | Oblast          | 13 septembre | 40     | Mixte : 18 proportionnels 18 majoritaires |           |
| Tcheliabinsk | Oblast          | 13 septembre | 60     | Mixte : 30 proportionnels 30 majoritaires |           |
| Voronej      | Oblast          | 13 septembre | 56     | Mixte : 28 proportionnels 28 majoritaires |           |
| Iamalie      | Okroug autonome | 13 septembre | 22     | Mixte : 11 proportionnels 11 majoritaires |           |

## Municipales
- Kazan
- Tomsk
- Rostov-sur-le-Don